# Élelmezéspolitika
Az élelmezéspolitika az élelmiszer termelésére, felügyeletére, ellenőrzésére, elosztására és felhasználásának szabályozására vonatkozó politikai intézkedések összessége. Befolyásolják a megfelelő mezőgazdasági és értékesítési módszerekkel kapcsolatos etikai, kulturális, orvosi és környezetvédelmi viták.

## Döntéshozatal
A kormányzati döntéshozatal mára jelentős szerepet játszik a élelmiszer termelésében, biztonságosságának szavatolásában és elosztásában. A kormányzat előírhatja az élelmiszerek megfelelő tárolását és feldolgozását; az ezekre vonatkozó szabályozás megteremtéséhez jelentősen hozzájárul a különböző ételmérgezési eseteket kísérő közfelháborodás. Ennek eredményeképpen az élelmiszer-biztonság megteremtése a kormányzat feladata.

## Technológia
Az megtermelt élelmiszer mennyiségének növelésére vagy minőségének javítására irányuló, a technológiai fejlődés által lehetővé tett egynémely módszer politikai vita tárgya. Az iparszerű mezőgazdasági termelés ellenzői szerint a felhasznált metódusok növelik az élelmiszeren keresztül terjedő betegségek terjedésének kockázatát, egyéb módokon is veszélyt jelentenek az élelmiszerellátásra, és rendkívüli mértékű ammónia-, szén-dioxid- és metánkibocsátásukkal súlyos környezeti károkat okoznak. Az állattenyésztő telepek közelében gyakran alakítanak ki hígtrágya-tárolókat, amelyek szivárgás esetén súlyos gondot okoznak, szennyezik a helyi vízháztartást, mérgezik az ivóvízkészletet. A genetikailag módosított élelmiszerek bevezetése hasonlóképpen ellentmondásos, ellenzői ezek ismeretlen genetikai és élettani hatásai miatti aggodalmuknak adnak hangot. Végül, léteznek olyan politikai aktivista szervezetek, amelyek az állatok tartásának körülményeit nehezményezik.

## Élelmiszer-ellátottság
A múltban az élelmiszer-szállítás megtagadását fegyverként használták fel a háborúk során. Például az első világháborúban a központi hatalmak blokádja jelentős élelmiszerhiányhoz vezetett. Ugyanígy, a német tengeralattjáró-blokád mindkét világháborúban megpróbálta addig éheztetni Nagy-Britanniát, hogy az megadja magát.
Az élelmiszer-ellátottság fontos politikai kérdés, hiszen a különböző nemzetek irányító testületei igyekeznek országaik számára megfelelő készleteket fenntartani. Sarkalatos pontja lehet a helyi döntéshozatalnak, ösztökélheti szubvenciók biztosítását az mezőgazdaság élénkítésére, de konfliktusokhoz is vezethet.
Az 1974-es világélelmezési csúcstalálkozó a következőképpen határozta meg az élelmiszer-ellátottság biztonságát:
az alapvető élelmiszerekből olyan megfelelő világméretű élelmiszer-készletek mindenkori rendelkezésre állása, amely fenntarthatóvá teszi az élelmiszer-fogyasztás folyamatos bővülését, és ellensúlyozza a termés- és áringadozásokat

## Jótékonyság
A jótékonyság keretében történő élelmiszer-adományozás létező gyakorlat a világ számos országában; ennek célja a hátrányos helyzetűek alapvető szükségleteinek kielégítése. Olykor kormányzati programok is bekapcsolódnak az adományozásba.

## Éhezés
A alultápláltság és az éhínség a világ sok sarkában továbbra is folyamatos és súlyos probléma. Az alacsony termésátlag okozta gondokat gyakran súlyosbítják a termőterületeken folyó háborúk, ahogy ez az 1990-es években Szomáliában is történt. De jó néhány országban a biztonságosabb keretek megléte sem képes enyhíteni az általános éhezésen. Az éhínség megjelenésének képei igen erős befolyással bírhatnak, jótékonykodási rohamokhoz, vagy akár katonai beavatkozáshoz is vezethetnek.

## Értékesítés
Az 1990-es években, illetve a 21. század elején nem csekély társadalmi vita alakult ki a szupermarketek élelmiszer-értékesítésben játszott szerepéről, illetve a szupermarketeknek az élelmiszer-ellátottságra és az élelmiszer-termelésre gyakorolt hatásáról. A nagy szupermarketláncok, vásárlóerejükből adódóan, hatalmas nyomást gyakorolhatnak a termelőkre. Gyakran mesterségesen alacsonyra nyomják le a felvásárlói árakat, míg maguk továbbra is nagy haszonra tehetnek szert az élelmiszerek viszonteladásából. Ez a vásárlóerő nemzetközi határokon át is éreztetheti hatását. A logisztikai hálózatok régiónkénti központosítása pedig olykor feleslegesen megnöveli a termelő és a fogyasztó között az áru által megtett utat, ezzel pedig növekszik a járműforgalom, s így a légszennyezés.

## Fordítás
Ez a szócikk részben vagy egészben a Food politics című angol Wikipédia-szócikk ezen változatának fordításán alapul.  Az eredeti cikk szerkesztőit annak laptörténete sorolja fel. Ez a jelzés csupán a megfogalmazás eredetét és a szerzői jogokat jelzi, nem szolgál a cikkben szereplő információk forrásmegjelöléseként.